# Таккесдорф
Таккесдорф (нем. Tackesdorf) — община в Германии, в земле Шлезвиг-Гольштейн. 
Входит в состав района Рендсбург-Экернфёрде. Подчиняется управлению Ханерау-Хадемаршен.  Население составляет 89 человек (на 31 декабря 2010 года). Занимает площадь 7,65 км².